# Крешич, Сергие
Сергие Крешич (сербохорв. Sergije Krešić / Сергије Крешић); в Испании больше известен как Серхио Крешич (исп. Sergio Kresic); род. 29 ноября 1946, Сплит) — югославский футболист и футбольный тренер.

## Футбольная карьера
Крешич — воспитанник футбольного клуба «Хайдук Сплит», но ещё в молодости уехал из Хорватии, чтобы попробовать себя в американском футболе. В 1967 году перешёл в «Кливленд Стокерс». После американского этапа, перебрался в Бельгию («Беверен»), а в 1970 году переехал в Сербию («Бор» и «ОФК»).
В 1975 году сменил команду «ОФК» на испанский «Бургос», в течение двух лет он выступал в Ла Лиге. В возрасте 29 лет, решил закончить футбольную карьеру, последним клубом для него стал «Хьюстон Харрикейнз».

## Тренерская карьера

### Хайдук Сплит
Свою тренерскую карьеру начал в молодёжном составе футбольного клуба «Хайдук Сплит». Через его руки прошли будущие хорватские звёзды, такие как: Роберт Ярни, Игор Штимац, Ален Бокшич, Бобан, Звонимир, Славен Билич и Алёша Асанович. В 1986 году, он, наконец, получил свой шанс тренировать первую команду.

### Реал Бургос
В 1987 году начал тренерскую карьеру в Испании. Его первым клубом стал «Бургос», где он играл десять лет назад. Клуб избавился от долгов, но того клуба где играл уже не было, вместо него был создал «Реал Бургос», который до 1987 году получилось выйти в Сегунду. С Крешичем, «Реал Бургос» дебютировал во втором дивизионе, в конце сезона команда заняла 13 место, и руководство клуба решила, продлил с ним контракт. В своём втором сезоне, Сергие спустя 8 туров был уволен с поста главного тренера.

### Марбелья
Можно сказать, что Сергие Крешич написал самые яркие страницы в истории футбольного клуба «Марбелья». Также укрепил свой престиж, как тренер Испании пока тренировал на Коста-дель-Соль.
В декабре 1989 года, возглавил «Марбелью», которая находилась в Сегунде Б с 7 очками. Его работа в новом клубе были заметны, но он не был в состоянии спасти клуб от вылита. У «Марбельи» были шансы остаться, но ничья в последнем туре не спасло их от вылета.
Клуб уверен, что Крешич сможет исправить ситуацию в лучшую сторону. В следующем сезоне (1990/91) Сергие полностью усилил состав и занял первое место в 9 группе Терсеры, побив все рекорды (лучший бомбардир, больше побед и меньше поражений).
В новом сезоне, команда продолжает традиции. Главный тренер, решив не усиливать состав и продолжить играть тем же игроками, что играли в том сезоне. Команда заканчивает сезоне на первом месте и после матчей плей-оффа всё же выходит в Сегунде. Таким образом, Сергие Крешич становиться первым в истории тренером, которому удаётся вывести клуб во второй дивизион.
В сезоне 1992/93 «Марбелья» дебютирует в Сегунде и Крешич продолжает доверять игрокам которые помогли ему выйти сначала в Сегунде Б а потом и во второй дивизион. После достойного начала, команда находилась в середине турнирной таблицы. В итоге из-за вмешательства мэра Марбельи, команда занимает седьмое место, хотя клуб был в шаге от выхода в Ла Лиге.

### Дальнейшая карьера
Вскоре после ухода из «Марбельи» он перешёл в «Реал Бетис», но уже в марте 1994 года был уволен. Следующие три года, Крешич тренировал «Мерида».
В 1999 году возглавил «Лас-Пальмас» и в конце сезона смог вывести команду в Ла Лигe. В новом сезоне занял 11 место с 46 очками.
В октябре 2001 года стал тренером «Мальорки», где он работал на протяжении большей части сезона 2001/02, и за два тура до конца чемпионата был уволен.
В 2000-е годы тренировал различные испанские команды, такие как: «Рекреативо», «Реал Вальядолид» и «Реал Мурсия»
1 июля 2008 года стало известно, что новым тренером «Нумансии» станет Сергие Крешич. Дебютировал с победы, дома с минимальным счётом одолели «Барселону» (1:0). Но 17 февраля 2009 был уволен из-за плохих результатов.
В сезоне 2009/10 возвращается в «Лас-Пальмас», но 12 апреля 2010 был уволен за неудовлетворительные результаты.
В 2012 году он был приглашён в качестве спортивного директора клуба «Хайдук Сплит» и проработал до мая 2013 года.

## Достижение

### Достижения в качестве тренера
«Марбелья»
- Чемпион Терсеры: 1990/91
- Чемпион Сегунды Б: 1991/92

«Мерида»
- Чемпион Сегунды: 1994/95

«Лас-Пальмас»
- Чемпион Сегунды: 1990/00